# Atractus fuliginosus
Atractus fuliginosus là một loài rắn trong họ Colubridae. Loài này được Hallowell mô tả khoa học đầu tiên năm 1845.